# 薬眞寺克尚
薬眞寺 克尚（やくしんじ かつひさ、1937年8月30日 - ）は、日本の実業家。ヤクシングループの創業者。
株式会社ヤクシン運輸
代表取締役社長、アート引越センター大分株式会社代表取締役社長、株式会社ヤクシン
代表取締役社長、ヤクシンモーター株式会社代表取締役社長（かつてはボルボ・カーズ大分を運営していた）、株式会社ヤクシンプラス代表取締役社長、株式会社大分センチュリーホテル 代表取締役社長等を歴任。現在はヤクシングループの会長である。

## 略歴
1937年（昭和12年）8月30日、大分県北海部郡津久見町堅浦（現・津久見市）の生まれ。高校入学後、父の経営する家業の青果問屋を手伝っていたが、1956年（昭和31年）、臼杵市野津町に転居し父と運送業を始めた。野津運送店（現・野津運送株式会社）では経営に参加し監査役を務めた。
1959年（昭和34年）、株式会社ラジオ大分（現・株式会社大分放送）に入社。東京支社勤務を経て、営業、番組編成等にも携わったが、引越業起業のため1982年（昭和57年）に大分放送を退職。
1981年（昭和56年）、アート引越センター（現・アートコーポレーション）のフランチャイズ1号店として引越業を始める。その後、外車販売業、葬祭業、ホテル業等に事業を拡げ、現在のヤクシングループとなった。
2006年（平成18年）10月、全社の社長だった薬真寺は会長に就任し、主な事業は息子たちに経営を引き継がせた。